# Curtin Immigration Reception and Processing Centre

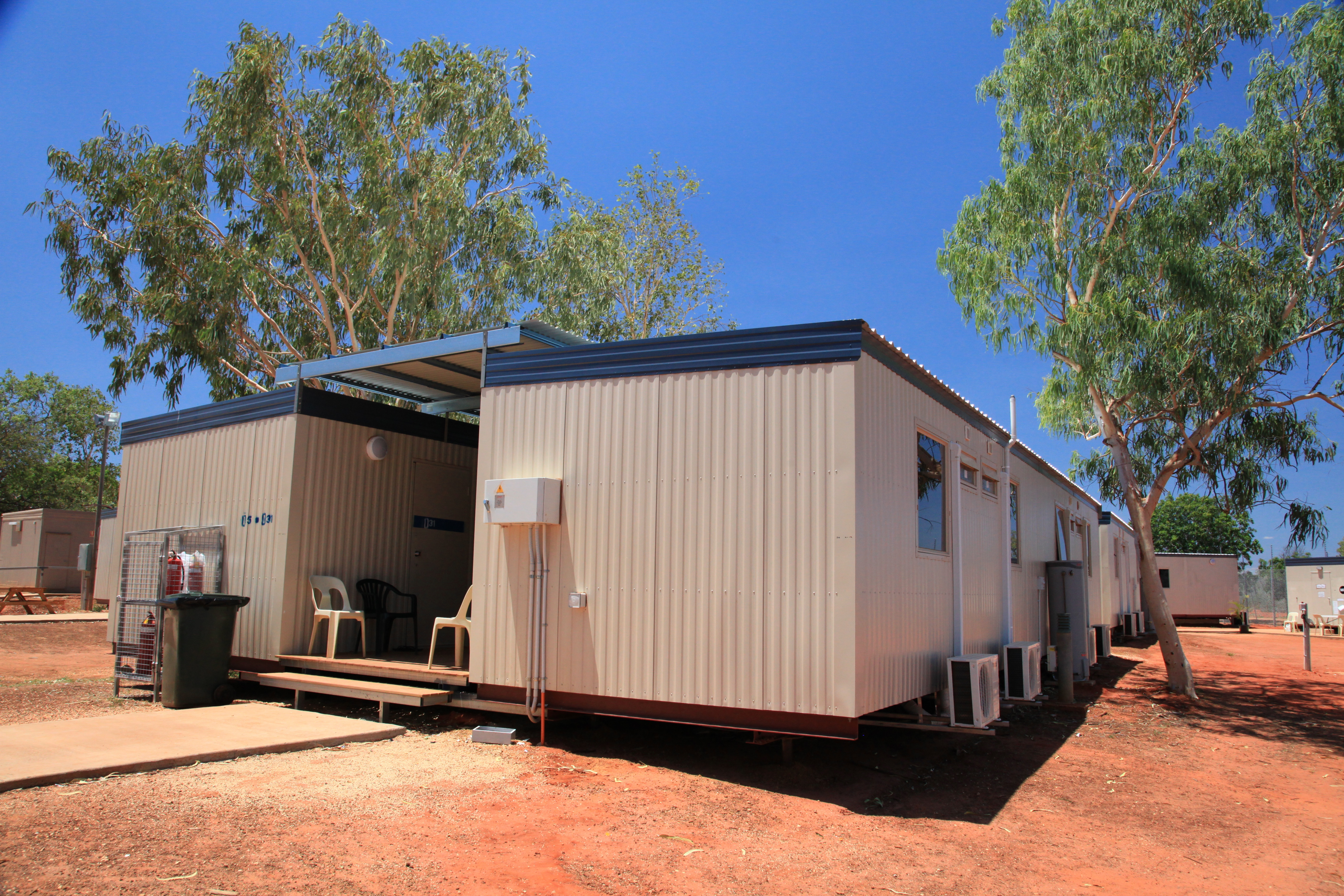
Unterbringung in Containern im Lager Curtin

Das Curtin Immigration Detention Centre, auch Curtin Detention Centre genannt (deutsch: Einwanderungshaftanstalt), ist ein australisches Internierungslager für die sogenannten Boatpeople, das 40 Kilometer südöstlich der Kleinstadt Derby in der ariden Kimberley in Western Australia liegt. Es befindet sich auf dem Gelände der Curtin-Luftwaffenbasis, die die Royal Australian Air Force betreibt. Geführt wird das Lager von dem privaten britischen Dienstleistungsunternehmen Serco.

## Historie
Die Politik der Mandatory Detention, die sogenannte (Einwanderungshaft in Australien), geht auf den Migration Amendment Act 1992 zurück, ein Einwanderungsgesetz, das die Labor-Regierung unter Premierminister Paul Keating erließ. Dieses Gesetz wurde erlassen, als ab 1992 zahlreiche indonesische Boatpeople versuchten die Küste Australiens zu erreichen, um dort Asylanträge zu stellen. Im Jahr 1994 ging die Zahl der Asylsuchenden zurück. Von 1999 bis 2001 stiegen sie erneut wieder an, als ungefähr 9500 Asylsuchende, vor allem aus dem Mittleren Osten, mit Booten nach Australien kamen.
Aufgrund dieser Zahlen reaktivierte die nationalliberale Regierung unter John Howard vorhandene Internierungslager wieder und eröffnete das Curtin Detention Center im Jahr 1999 neu. 2001 kam es in diesem Internierungslager zu gewaltsamen Unruhen mit Brandstiftungen. Als 2001 in einer Untersuchung in mehreren Lagern festgestellt wurde, dass es auch im Curtin Detention Centre zu erheblichen psychischen Problemen, Selbstverletzungen, sexuellen und gewaltsamen Übergriffen von unbegleiteten Kindern gekommen war. Als im April 2002 etwa ein Drittel der 340 Asylsuchenden protestierten, in Hungerstreiks traten, wurden zahlreiche Lagerangestellte in den Auseinandersetzung verletzt und es entstanden erhebliche Sachschäden. Daraufhin verfügte Chris Evans, der damalige Minister für Einwanderung, die Schließung dieses Lagers.
Im Juni 2010 wurde die Belegung dieses Internierungslager erneut aufgenommen, und nun als sogenanntes „Hochsicherheitszentrum“ für Asylsuchende. Dies geschah in der Regierungszeit von Premierminister Kevin Rudd von der Labor Party. Allerdings sollten keine Kinder, sondern ausschließlich für männliche Asylsuchende untergebracht werden. Zur Zeit der Eröffnung reichte die Lagerkapazität für 600 Personen, im November 2010 für 900. Im Dezember 2010 erreichte die Belegung die Kapazitätsgrenze mit 1200 Personen. Die maximal zu belegende Personenzahl für dieses Lager liegt 1500. Dieser Kurswechsel, den die Australian Labor Party vollzog, wurde von zahlreichen Kommentatoren als Abkehr ihrer Einwanderungspolitik kritisiert.
Phillip Ruddock, der von 1996 bis 2003 zuständiger Minister für Einwanderung in der nationalliberalen Regierung von John Howard war, bezeichnete das Curtin Detention Centre als das „most primitive“ (deutsch: „primitivstes“) Internierungslager Australiens.

## Lagerverhältnisse seit 2011
Im Mai 2011 befanden sich 6729 Asylsuchende in Australien, davon waren 6165 in Internierungslagern untergebracht. Im Lager Curtin waren 1433 Männer, 3/4 dieser Männer waren länger als 6 Monate im Lager und davon 1/3 länger als 1 Jahr. 16 Männer, alle aus Sri Lanka, waren länger als 14 Monate im Lager. Das Lager hatte seinerzeit eine Kapazität von 1200 Personen, das Maximum lag bei 1500. Bei der Belegung der Schlafräume teilen sich 40 Männer einen Raum.
Die Kommunikationsmöglichkeiten für Asylsuchende nach außen sind stark eingeschränkt. Für ausgehende Telefonate steht nur eine Leitung zur Verfügung und die Verwendung von Mobiltelefonen ist im Lager verboten. Für einen Internetzugang stehen lediglich 18 Personal Computer zur Verfügung. Faxe können zwar empfangen werden, zur Versendung müssen sie allerdings einem Lagerangestellten übergeben werden.
Die Unzufriedenheit mit der lang dauernden Bearbeitung der Asylanträge und dem daraus resultierenden Lagerverbleib, der zusätzlich auch die Verbindung nach außen mit Behörden, Familien und anderen Stellen stark einschränkt, führte zu nachhaltigen Problemen im Lager.
Es gab in der Zeitdauer vom 1. Juli 2010 bis zum Juni 2011 700 erfasste Fälle von Selbstverletzungen, darunter waren 46 ernsthaft. Im Lager befanden sich zum Zeitpunkt eines Lagerbesuchs der Australian Human Rights Commission im Mai 2011 386 Personen, die sich Eigenverletzungen zugefügt hatten. Fünf Asylsuchende hatten in dem oben genannten Zeitraum Suizid begangen.

Leben im Lager (2012)
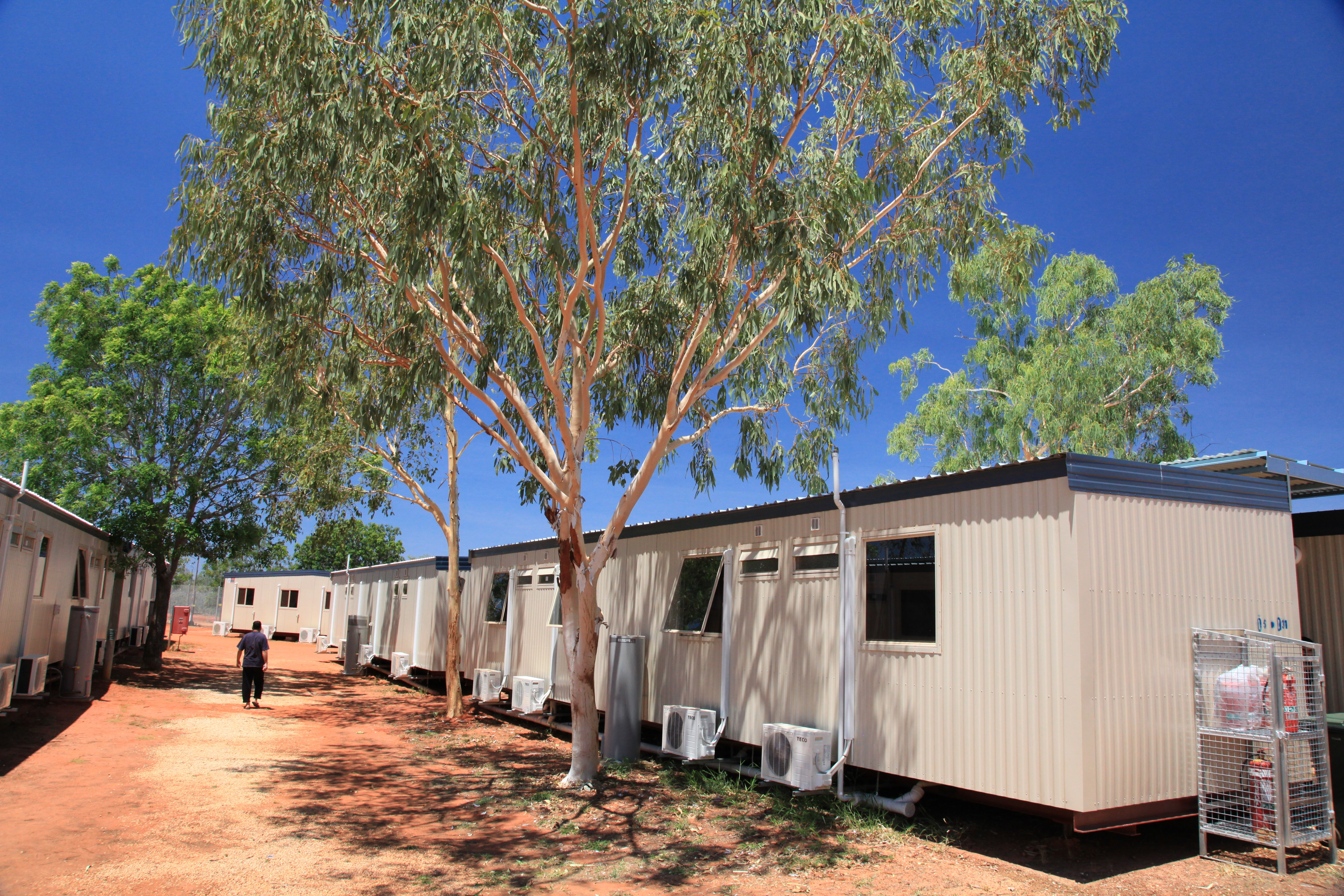
Das Lagerinnere
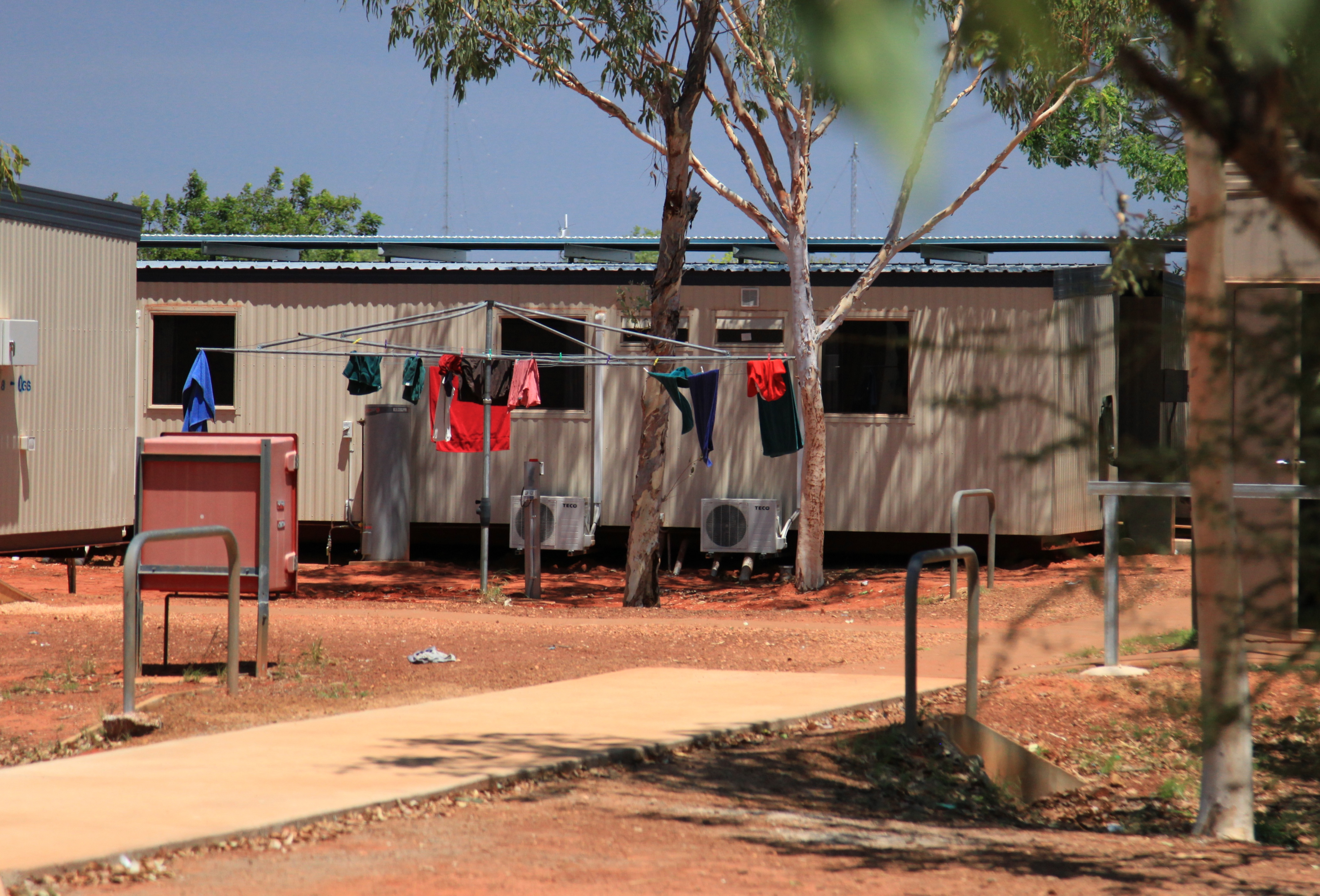
Wohnen im Lager
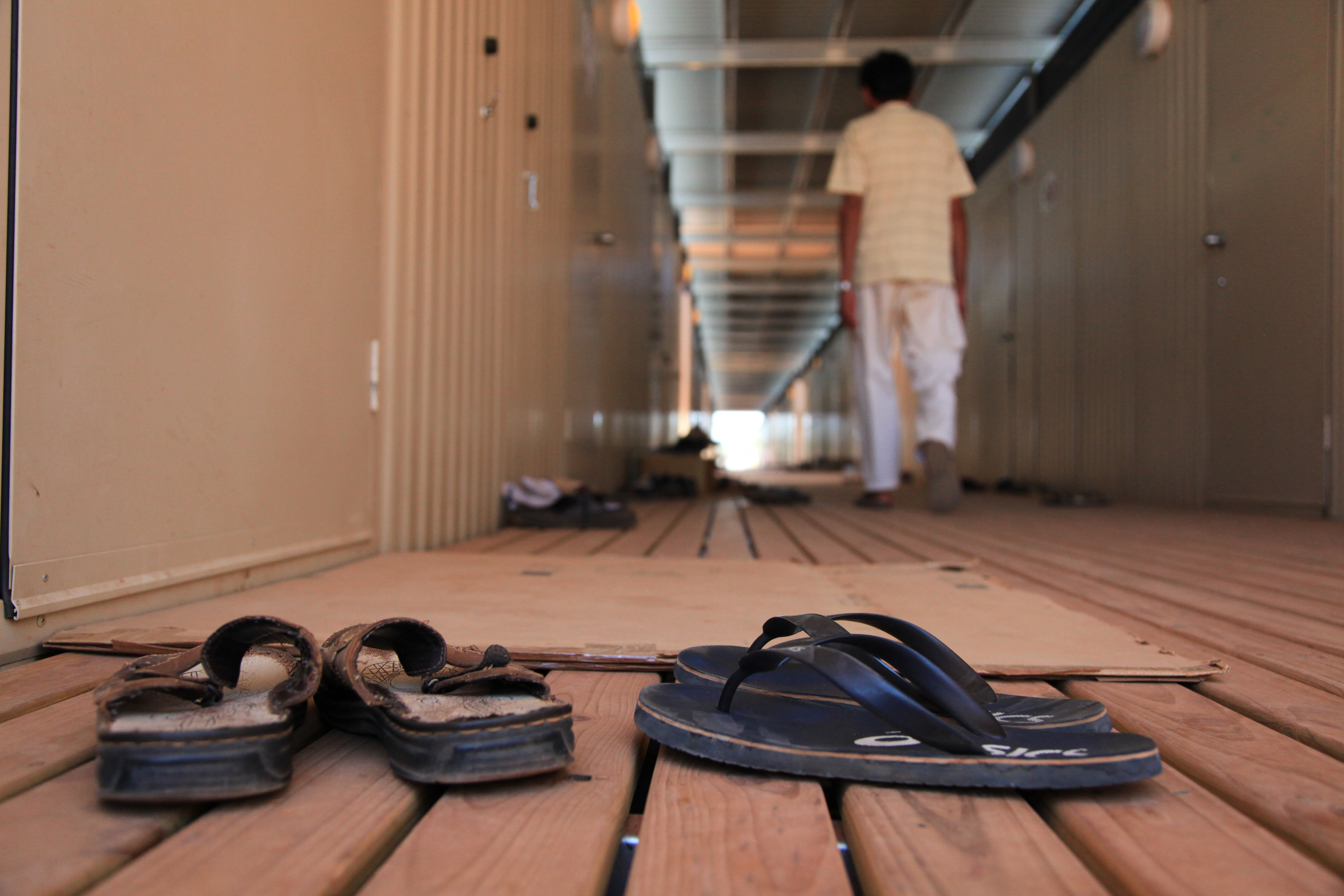
Das Innere der Wohnkomplexe
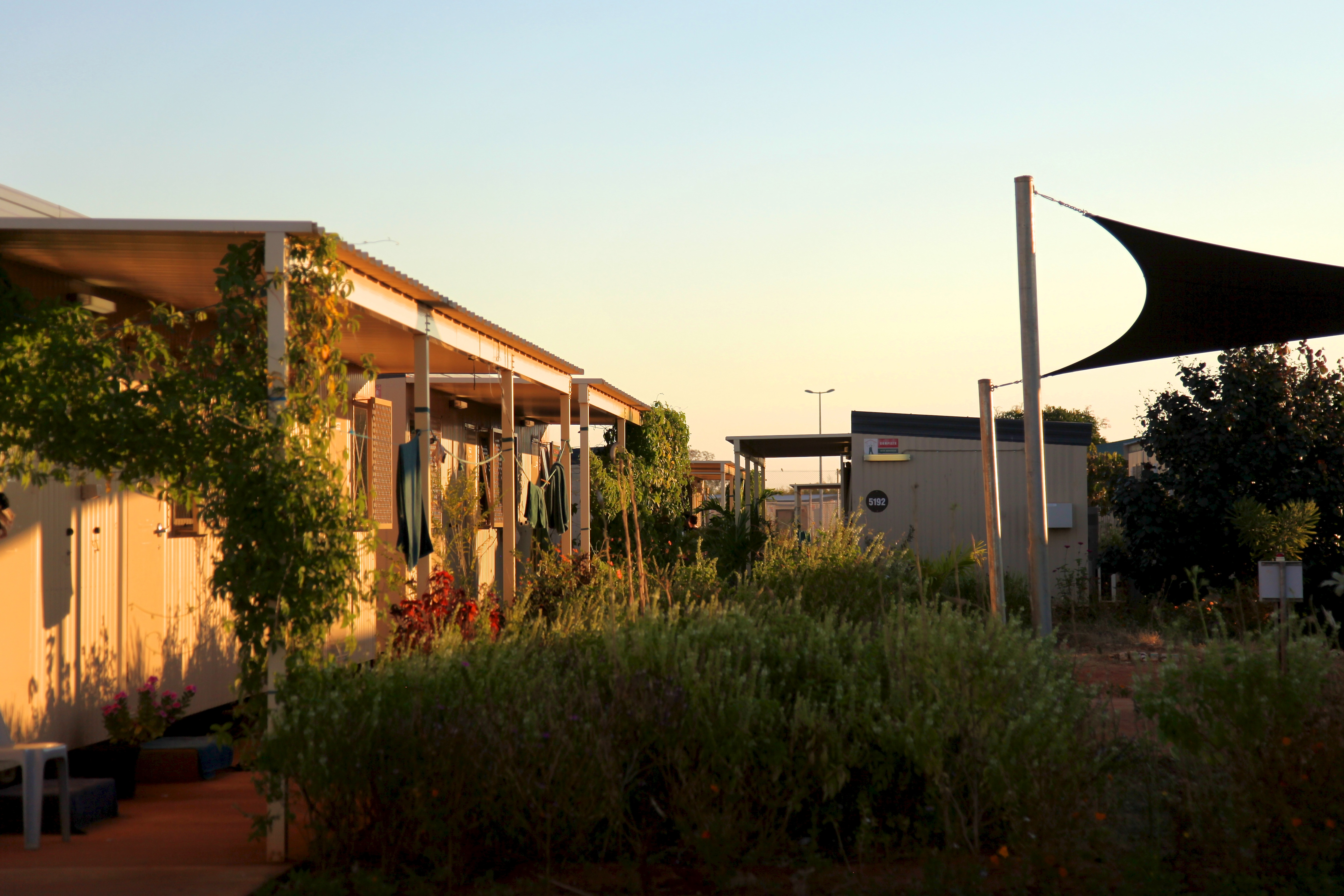
Wohnen und Gärten
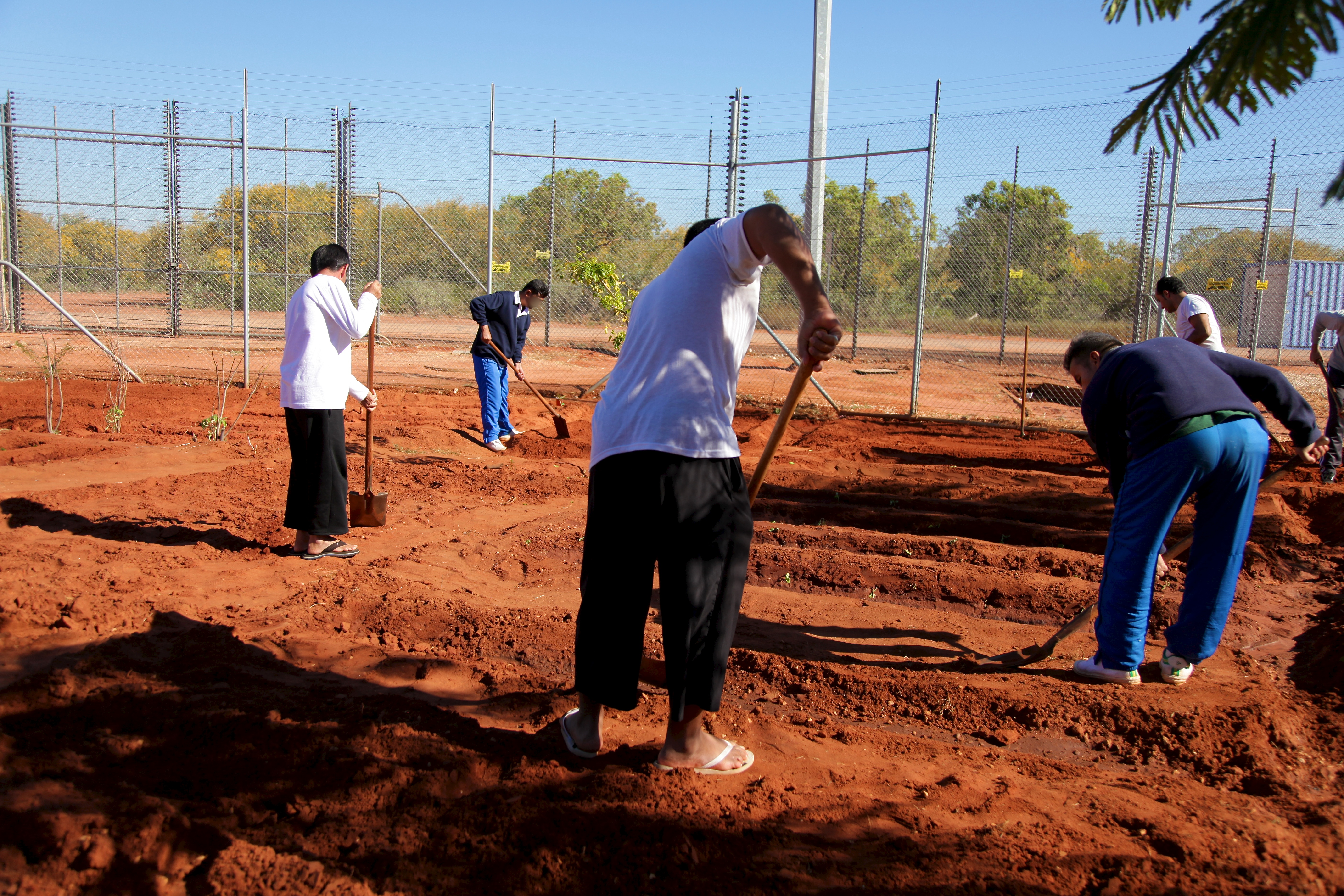
Freizeitbeschäftigung

Die Freizeit- und Beschäftigungsmöglichkeiten sind im Lager gering, Lagerinsassen berichteten, dass sie nach einem Jahr Lageraufenthalt noch nie außerhalb des Lagers gewesen seien.
Seit Anfang Mai 2013 wurde das Lager unter der Regierung von Julia Gillard (Labor Party) nicht mehr nur mit Männern, sondern auch mit Familien und Kindern belegt. Dies ist bis heute (März 2017) durch die nachfolgenden nationalliberalen Regierungen von Tony Abbott und Malcolm Turnbull der Fall.